# Bad Wurzach
Bad Wurzach è una città tedesca situata nel land del Baden-Württemberg.